# مازدا أر إكس-8
مازدا أر إكس-8 (بالإنجليزية: Mazda RX-8)‏ هي سيارة من تصنيع شركة مازدا.